# Huacrachuco
A cidade peruana de Huacrachuco é a capital da Província de Marañón, situada no Departamento de Huánuco, pertencente a Região de Huánuco, Peru.